# Allendale, Illinois
Allendale là một làng thuộc quận Wabash, tiểu bang Illinois, Hoa Kỳ. Năm 2010, dân số của làng này là 475 người.

## Dân số
Dân số qua các năm:
- Năm 2000: 528 người.
- Năm 2010: 475 người.